# Gates of Fire
Gates of Fire és una novel·la de ficció històrica del 1998 de Steven Pressfield que relata la batalla de les Termòpiles a través de Xeones, un periec (habitant lliure però no ciutadà d'Esparta) nascut a Astacos, i un dels tres supervivents grecs.de la batalla.
Gates of Fire figura a la llista de lectura del Comandant del Cos de Marines. S'imparteix a la West Point, a l'Acadèmia Naval dels Estats Units, i al Marine Corps The Basic School. La novel·la subratlla els temes literaris del destí i la ironia, així com els temes militars de l'honor, el deure, l'estoïcisme i l'esperit de cos.